# Bartolomeo Manfredi

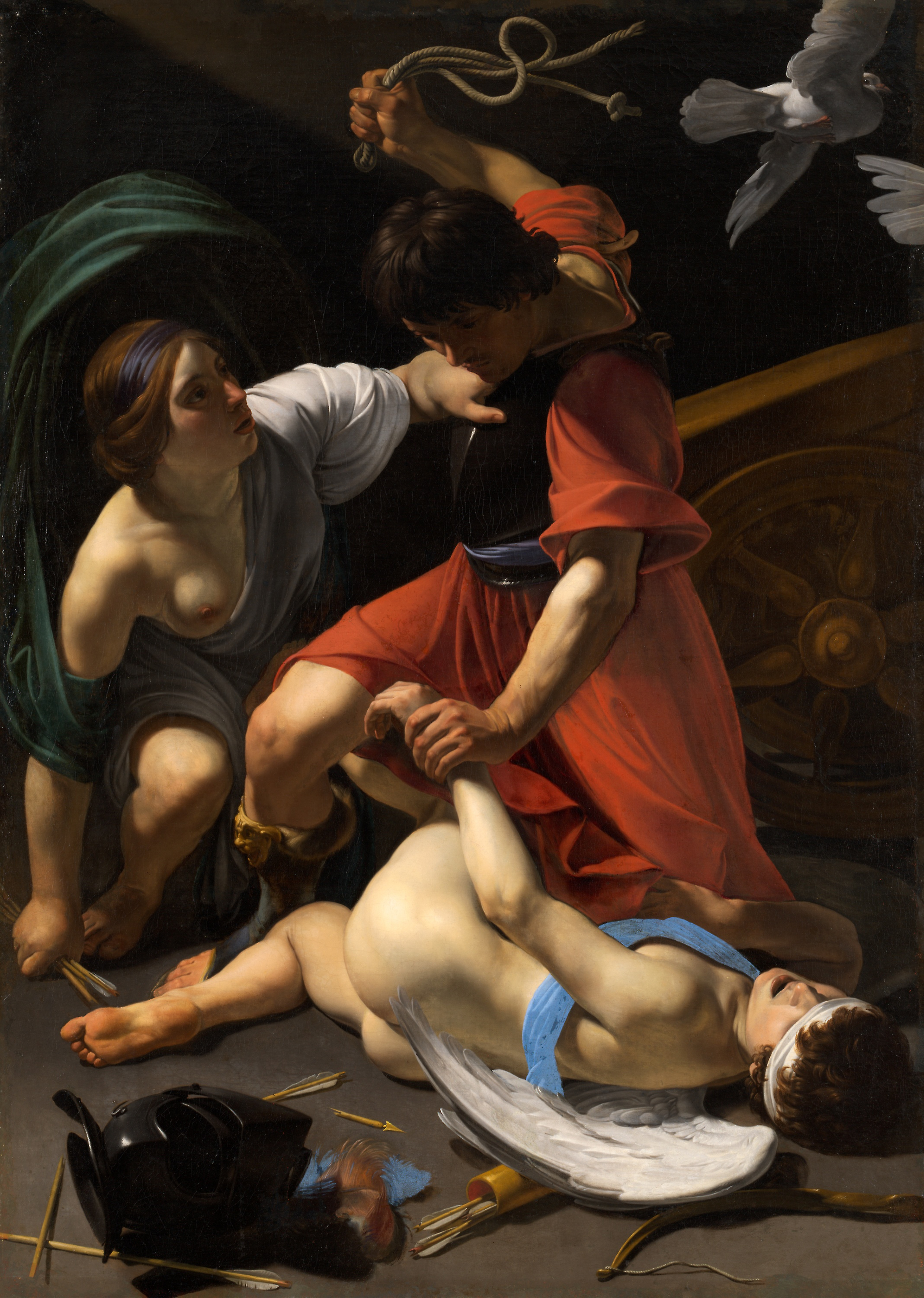
Mars trestající Cupida

Bartolomeo Manfredi († 12. prosince 1622) byl italský malíř, vůdčí postava druhé generace caravaggistů. Jeho popularitu zbrzdilo, že namísto usilování o veřejné zakázky dával přednost malování pro soukromou klientelu. Mezi jeho nejznámější obrazy patří Mars trestající Cupida, který byl dříve považován za dílo samotného Carravaggia. Jeho žákem byl vlámský malíř Gerard Seghers.